# Kranjec
Kranjec je 198. najbolj pogost priimek  v Sloveniji, ki ga je po podatkih Statističnega urada Republike Slovenije na dan 31. decembra 2007 uporabljalo 920. oseb, na dan 1. januarja 2010 pa je ta priimek uporabljalo 909 oseb in je med vsemi priimki po pogostosti uporabe zavzemal 202. mesto.

## Znani nosilci priimka
- Bistrica Kranjec Mirkulovska (*1930), pesnica, pisateljica, prevajalka, univ. prof. v Makedoniji:
- Ferdo Kranjec (1885—1973), kemik (==Glej tudi== Marko Kranjec)
- Gašper Kranjec, kipar z motorno žago
- Hermina Jug-Kranjec (1938—2007), literarna zgodovinarka, jezikoslovka, bibliotekarka in bibliografinja, univ. prof.
- Igor Kranjec (*1972), slovenski kolesar
- Igor Kranjec (*1946), zdravnik kardiolog, prof. MF
- Janez Kranjec (1918—1967), novinar, urednik Pavlihe
- Marko (Ferdinand/Ferdo) Kranjec (1885—1973), kemik, politični aktivist (Orjuna), carinik
- Marko Kranjec (1930—2021), slavist-literarni zgod., bibliotekar na FF, bibliograf
- Marko Kranjec (*1940), ekonomist, finančni strok., univ. prof., politik, diplomat, bančnik
- Miro Kranjec (1916—1999), slikar in kulturnoprosvetni delavec
- Miško Kranjec (1908—1983), pisatelj, urednik, akademik
- Miško Kranjec (*1947), fotograf
- Naci Kranjec (1916—1945), pesnik
- Pavel Kranjec (?—1994), elektrotehnik in univ. prof. v ZDA
- Robert Kranjec (*1981), smučarski skakalec
- Silvo Kranjec (1892—1976), geograf in zgodovinar, prof.
- Velimir Kranjec (1930—2002), hrvaški geolog in akademik
- Žan Kranjec (*1992), alpski smučar